# Feketesávos limia
A feketesávos limia (Poecilia nigrofasciata) a sugarasúszójú halak (Actinopterygii) osztályába, ezen belül a fogaspontyalakúak (Cyprinodontiformes) rendjébe és az elevenszülő fogaspontyfélék (Poeciliidae) családjába tartozó faj.
Egyes rendszerbesorolás

## Előfordulása
Haiti területén honos, vízinövényekben gazdag pocsolyák, folyóvizek lakója.

## Megjelenése
A hím testhossza 4,5 centiméter, a nőstényé 6 centiméter. Teste viszonylag lapos, háta kissé púpos, mutatós hátúszóval rendelkezik. Oldalán több függőleges sötét csík van. A hímek széles hátúszót növesztenek, hátuk idővel meggörbül. A nőstények teltebbek, függőleges sávjaik rövidebbek, keskenyebbek.

## Életmódja
Mindenevő.

## Szaporodása
Elevenszülő. A nőstények dús növényzet között hozzák világra általában 30 darab, 1 centiméteres utódjukat.

## Tartása
Békés, igénytelen hal, nálunk sajnos ritkán kapható, de külföldön népszerű. Mindenféle hallal tartható, nem érzékeny a vízminőségre és a hőmérsékletre sem.

## Külső hivatkozás
- Diszhal.info